# Lee Mi-ok
Lee Mi-ok (Koreaans: 이 미옥) (10 maart 1968) is een voormalig atleet uit Zuid-Korea.
Ze nam deel aan de marathon op de Olympische Zomerspelen van Seoul in 1988 (15e in 2:32.51; haar persoonlijk record), en op de
Olympische Zomerspelen van Barcelona in 1992 (25e in 2:54.21). Op de Aziatische Spelen 1990 won ze brons op hetzelfde onderdeel (2:36.31).
- World Athletics: 14429574